# Stinka, Buceaci
Stinka (în ucraineană Стінка) este localitatea de reședință a comunei Stinka din raionul Buceaci, regiunea Ternopil, Ucraina.

## Demografie
Componența lingvistică a localității Stinka
     Ucraineană (99,81%)
     Alte limbi (0,19%)
Conform recensământului din 2001, majoritatea populației localității Stinka era vorbitoare de ucraineană (99,81%), existând în minoritate și vorbitori de alte limbi.